# O Livro do Amor
The Book of Love, originalmente intitulado The Devil and the Deep Blue Sea (bra/prt: O Livro do Amor), é um filme americano dirigido e reescrito por Bill Purple a partir de um roteiro original de Robbie Pickering. Suas estrelas são Maisie Williams, Jessica Biel, Jason Sudeikis, Mary Steenburgen, Orlando Jones e Paul Reiser.
O filme teve sua estreia mundial no Festival de Cinema de Tribeca em 14 de abril de 2016, mas chegou aos cinemas americanos em 13 de janeiro de 2017.

## Sinopse
Henry (Jason Sudeikis) é um arquiteto introvertido. Depois que sua esposa Penny (Jessica Biel) morre em um acidente de trânsito, ele começa a ajudar Millie (Maisie Williams), uma garota sem-teto, a construir uma jangada para cruzar o Oceano Atlântico.

## Elenco
- Jason Sudeikis como Henry.
- Jessica Biel como Penny.
- Maisie Williams como Millie.
- Mary Steenburgen como Julia.
- Paul Reiser como Wendell.
- Orlando Jones como Cornelius "Dumbass" Thibadeaux.
- Bryan Batt como Dr. Melvin
- Russ Russo como David Pearlman.
- Jayson Warner Smith como Tio Glen.
- Richard Robichaux como Pascal.

## Produção
Em maio de 2012, Jessica Biel, Chloë Grace Moretz e Jeffrey Dean Morgan foram escalados para o filme, com Bill Purple dirigindo um roteiro de Robbie Pickering. Justin Timberlake atuou como compositor e supervisor musical, Biel também atuou como produtor do filme, ao lado de Michelle Purple, Ross M. Dinerstein e Darby Angel, sob seus banners Iron Ocean Films, Preferred Content e AngelWorld, respectivamente. Em março de 2015, Jayson Warner Smith, Orlando Jones, Paul Reiser, Maisie Williams e Jason Sudeikis se juntaram ao elenco do filme.

## Estreia
O filme teve sua estreia mundial no Festival de Cinema de Tribeca em 14 de abril de 2016. Pouco depois, a Electric Entertainment adquiriu os direitos de distribuição do filme nos Estados Unidos. Ele foi às telas no Heartland Film Festival e no Napa Valley Film Festival. O filme foi lançado nos cinemas em 13 de janeiro de 2017.

## Recepção

### Resposta crítica
Na revisão do site agregador Rotten Tomatoes, o filme tem uma pontuação de 8% com base em 12 comentários, com uma classificação média de 3/10. No Metacritic, o filme tem uma pontuação de 27 de 100, com base em 6 críticos, indicando “críticas geralmente desfavoráveis”.

## Música
A trilha sonora do filme intitulada The Book of Love (Original Motion Picture Soundtrack) foi composta por Justin Timberlake e Mitchell Owens e foi lançada em 13 de janeiro de 2017.

### Lista de faixas
| N.º | Título                         | Artista          | Duração |  |
| 1.  | "One of Those Stories"         |                  | 2:43    |  |
| 2.  | "Temerity"                     |                  | 0:41    |  |
| 3.  | "So"                           |                  | 2:05    |  |
| 4.  | "It's Just Its Nature"         |                  | 2:30    |  |
| 5.  | "She Likes the Rain"           |                  | 1:15    |  |
| 6.  | "I Designed It"                |                  | 0:44    |  |
| 7.  | "T-Bup"                        |                  | 0:58    |  |
| 8.  | "The Shit"                     |                  | 2:59    |  |
| 9.  | "That We Matter"               |                  | 1:00    |  |
| 10. | "Pajamas"                      |                  | 1:21    |  |
| 11. | "I'm Sorry"                    |                  | 0:57    |  |
| 12. | "The Journal"                  |                  | 4:13    |  |
| 13. | "Wink and Mug"                 |                  | 0:56    |  |
| 14. | "The Detritus"                 |                  | 2:09    |  |
| 15. | "As Dreamers Do"               |                  | 0:50    |  |
| 16. | "The Munchies"                 |                  | 1:13    |  |
| 17. | "As Dreamers Still Do"         |                  | 1:43    |  |
| 18. | "It's a Raft"                  |                  | 1:59    |  |
| 19. | "Treads"                       |                  | 1:04    |  |
| 20. | "The Ballad of David Pearlman" |                  | 2:19    |  |
| 21. | "Who Was That?"                |                  | 0:28    |  |
| 22. | "A Phenomena"                  |                  | 1:05    |  |
| 23. | "The Whole World is Crazy"     |                  | 3:44    |  |
| 24. | "Now We Just Need Some Help"   |                  | 2:50    |  |
| 25. | "Really Something"             |                  | 1:24    |  |
| 26. | "Like a Hurricane"             |                  | 1:14    |  |
| 27. | "She Was..."                   |                  | 1:45    |  |
| 28. | "The People that Left a Mark"  |                  | 3:07    |  |
| 29. | "The Book of Love"             | The Shadowboxers | 3:38    |  |
| 30. | "We'll Make It"                |                  | 2:40    |  |
| 31. | "It's Just Our Story"          |                  | 4:16    |  |

- "The Book of Love" apresenta vocais não creditados de Timberlake. É um cover da música Magnetic Fields de mesmo nome.